# Beckinghausen
Beckinghausen ist mit fast 1000 Einwohnern ein östlicher Ortsteil bzw. statistischer Bezirk der nordrhein-westfälischen Stadt Lünen, Kreis Unna. Er gehört zur Gemarkung 1272 Beckinghausen.

## Geographie

### Lage
Der Lüner Ortsteil Beckinghausen, 2,49 km² groß, befindet sich im östlichen Teil des Stadtgebietes. Er wird vom Datteln-Hamm-Kanal durchschnitten.

### Nachbarorte
Beckinghausen grenzt im Nordosten mit einem kleinen Zipfel an die Stadt Werne. Es schließen sich im Uhrzeigersinn die Bergkamener Stadtteile Heil und Oberaden sowie die Lüner Ortsteile Horstmar, Lünen-Mitte und Wethmar an.

## Geschichte

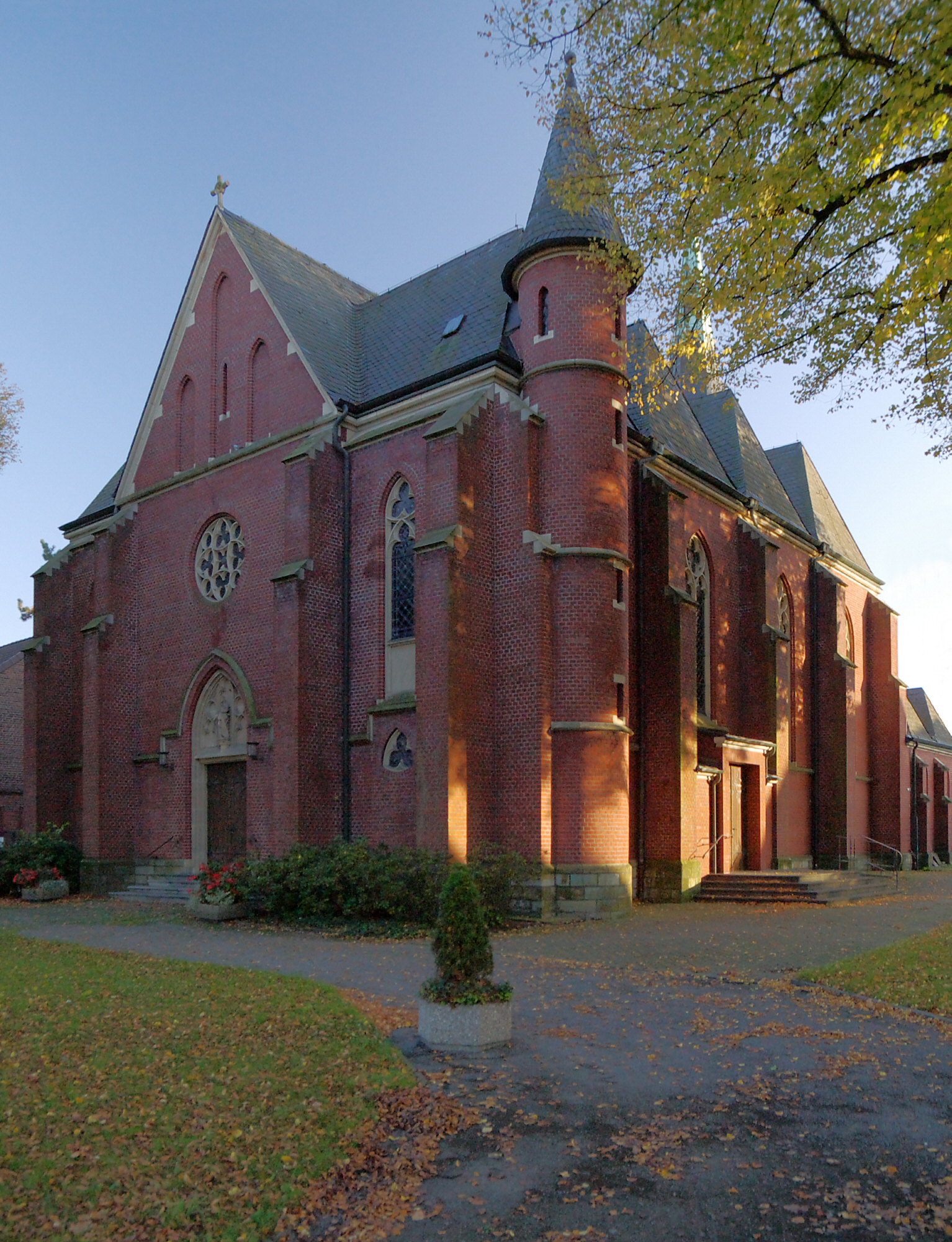
Herz-Jesu-Kirche

Im Jahr 1897 wurde die zum Bistum Paderborn gehörende katholische Herz-Jesu-Kirche geweiht.
Am 1. Oktober 1923 wurden die bis dahin selbstständigen Landgemeinden Beckinghausen mit 460 Einwohnern und Horstmar mit 3.363 Einwohnern nach Lünen eingemeindet.
Im Jahr 1987 hatte der Ortsteil Beckinghausen insgesamt 1042 Einwohner.
Per 31. Dezember 2015 betrug die Einwohnerzahl Beckinghausens 945. Am 31. Dezember 2017 waren es 980. Vier Jahre später, am 31. Dezember 2021, betrug die Einwohnerzahl Beckinghausens 966.

## Bildung
Im Gebäude der ehemaligen Hellweg-Grundschule an der Kreuzstraße befindet sich heute ein Kindergarten namens Wunderfitz mit aktuell 6 Gruppen.

## Verkehr
Der Ortsteil wird hauptsächlich durch die Landesstraße 654 (Kamener Straße) und die Kreisstraße 16 (Kreuzstraße ab der Kamener Straße in Richtung Oberaden) erschlossen. Deren Kreuzung bildet den Mittelpunkt des Ortes.
Dort befindet sich die Bushaltestelle Kreuzstraße von der Verkehrsgesellschaft Kreis Unna (VKU), welche mit den Schnellbuslinien S20 und S40, sowie mit den Regionalbuslinien R11 und R12 gut angebunden ist.
Der Norden Beckinghausens ist ländlicher. Er liegt an der Landesstraße 736, die von Lünen nach Hamm führt.